# 1982 au Maroc
Chronologie du Maroc
- 1978
- 1979
- 1980
- 1981
- 1982
- 1983
- 1984
- 1985
- 1986

Cet article présente les faits marquants de l'année 1982 au Maroc ou relatifs au Maroc.

## Événements
- 22 février : La RASD (République arabe sahraouie démocratique) est admise à l’OUA lors de la 30e session du Conseil des ministres tenue à Addis-Abeba, suscitant le mécontentement du Maroc et son retrait de l’organisation africaine (12 novembre 1984)[1].

## Sports
- Les Championnats d'Afrique de lutte 1982 se déroulent du 26 juillet 1982 au 1er août 1982 à Casablanca, au Maroc. Seules des épreuves masculines de lutte libre et de lutte gréco-romaine sont disputées.
- La Coupe du Maroc de football 1981-1982, Coupe du Trône, est la vingt-sixième édition de la compétition.
- La Coupe du Maroc de football 1982-1983, Coupe du Trône, est la vingt-septième édition de la compétition.